# Malenella nana
Malenella nana är en spindelart som beskrevs av Ramírez 1995. Malenella nana ingår i släktet Malenella och familjen spökspindlar. Inga underarter finns listade i Catalogue of Life.